# 指數多項式
在數學上，指數多項式（exponential polynomials）是一類定義於交換群、環、域等之上，並同時有著帶變數多項式和指數函數的函數。

## 定義

### 域上的定義
指數多項式是同時帶有變數{\displaystyle x}和某種指數函數{\displaystyle E(x)}的多項式。在複數域{\displaystyle \mathrm {C} }中，將{\displaystyle x}映至{\displaystyle e^{x}}的常規指數函數就是這樣的指數函數。在這情境下，指數多項式一般指的是形如{\displaystyle P(x,e^{x})}且{\displaystyle P(x,e^{x})\in \mathrm {C} }的雙變數多項式。
複數域{\displaystyle \mathrm {C} }並無特別之處；指數多項式也可指稱任何指數域或指數環上的多項式，其中{\displaystyle e^{x}}可代以這些環或域中相對應的指數函數；類似地，並無理由認為這樣的函數只能有一個變數，而一個{\displaystyle n}個變數的指數多項式會是有著{\displaystyle P(x_{1},\cdots ,x_{n},e^{x_{1}},\cdots ,e^{x_{n}})}這樣的形式、帶有{\displaystyle 2n}個變數的多項式。
對於域{\displaystyle K}上的指數多項式的形式，可處理如次：設{\displaystyle W}為{\displaystyle K}中的有限生成Z-子模，並考慮如下的和：
{\displaystyle \sum _{i=1}^{m}f_{i}(X)\exp(w_{i}X)}
其中{\displaystyle f_{i}}是{\displaystyle K[X]}中的多項式，而{\displaystyle \exp(w_{i}X)}則是{\displaystyle W}中有著「{\displaystyle \exp(u+v)=\exp(u)\exp(v)}」這樣的性質、以{\displaystyle w_{i}}為指數的形式符號。

### 交換群上的定義
更加一般的情境下，一個「指數多項式」一詞可能會出現的地方，是交換群的指數函數。
和指數域對指數函數的定義類似，一個將拓樸交換群{\displaystyle \mathrm {G} }的元素映至複數域的加法群上的同態映射稱為加法函數；而將之映至複數域的非零元素構成的乘法群上的同態映射則稱為指數函數，或簡稱指數。加法函數與指數函數的乘積稱為指數單項式；而這些單項式的線性組合，就稱為{\displaystyle \mathrm {G} }上的指數多項式。

## 性質
Ritt定理（Ritt's theorem）指出，類似唯一分解定理和因式定理的定理，在指數多項式環上成立。

## 應用
定義於實數或複數上的指數多項式常出現於超越數論，在其中，這類函數出現於使用指數函數的證明中。指數多項式也是模型論和解析幾何間的連結。若將指數變體給定義為{\displaystyle \mathrm {R} ^{n}}上的點，在其中某數量有限的指數多項式會傾向消失（vanish）的話，那麼就可利用諸如解析幾何中的Khovanskiǐ定理和模型論中的Wilkie定理等定理證明說，在允許包含更高維的指數變體的投影的像的狀況下，這些指數變體會有著良好的行為，也就是這些變體所構成的集合，在集合論運算下是穩定的。實際上，前述的這兩個定理可推出說實數所有的指數變體構成一個實數上的最小o結構（o-minimal structure）。
指數多項式也出現在線性時滯微分方程的特徵方程中。

## 註解
1. ↑  C. J. Moreno, The zeros of exponential polynomials, Compositio Mathematica 26 (1973), pp.69–78.
2. ↑  M. Waldschmidt, Diophantine approximation on linear algebraic groups, Springer, 2000.
3. ↑  Martin Bays, Jonathan Kirby, A.J. Wilkie, A Schanuel property for exponentially transcendental powers, (2008), arXiv:0810.4457v1 （页面存档备份，存于）
4. 1 2  Everest, Graham; van der Poorten, Alf; Shparlinski, Igor; Ward, Thomas. . Mathematical Surveys and Monographs 104. Providence, RI: American Mathematical Society. 2003: 140. ISBN 0-8218-3387-1. Zbl 1033.11006.
5. ↑  László Székelyhidi, On the extension of exponential polynomials, Mathematica Bohemica 125 (2000), pp.365–370.
6. ↑  P. G. Laird, On characterizations of exponential polynomials, Pacific Journal of Mathematics 80 (1979), pp.503–507.